# МТО (объективы)

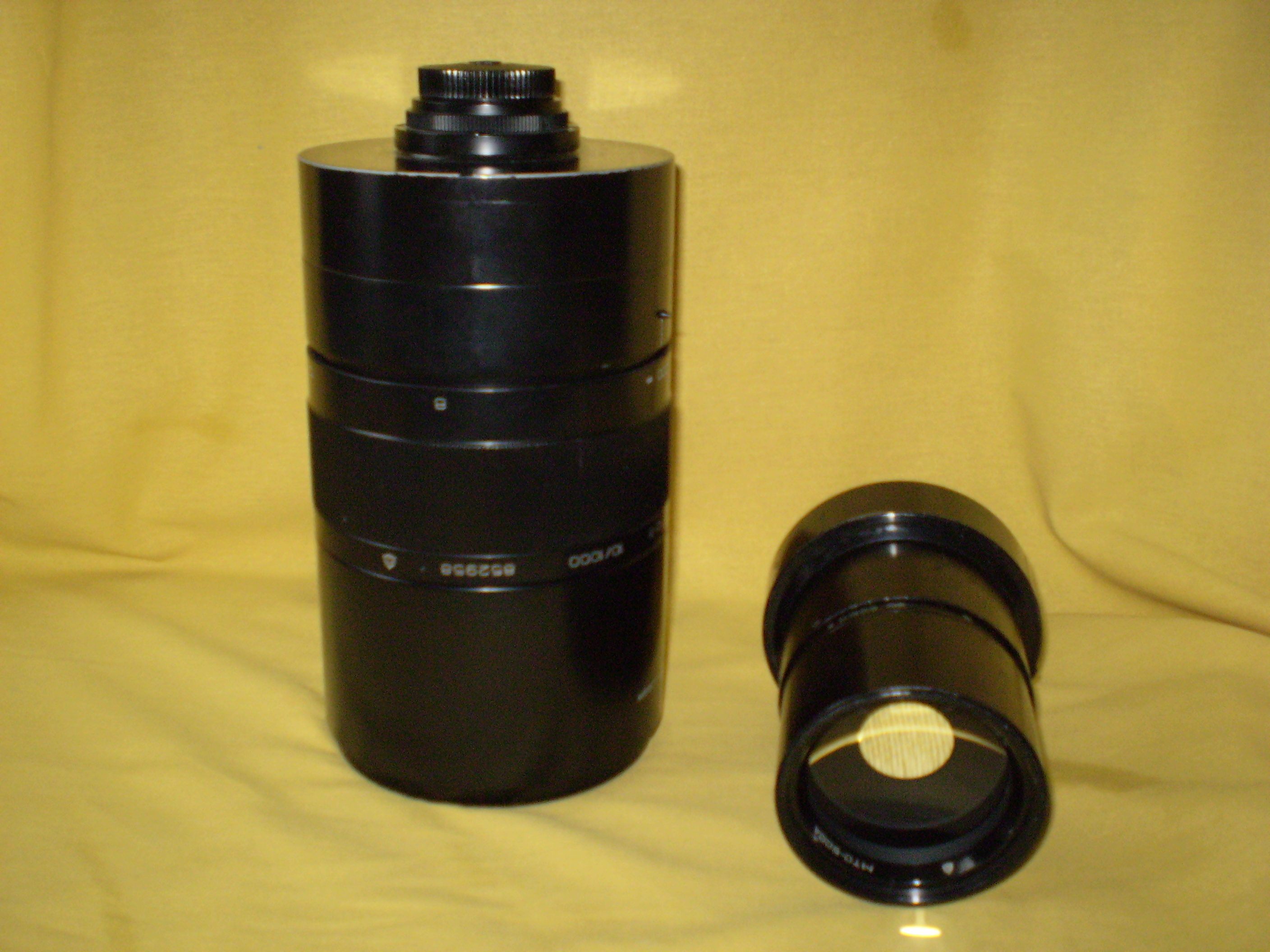
Объективы МС МТО-11 (слева) и МТО-500.

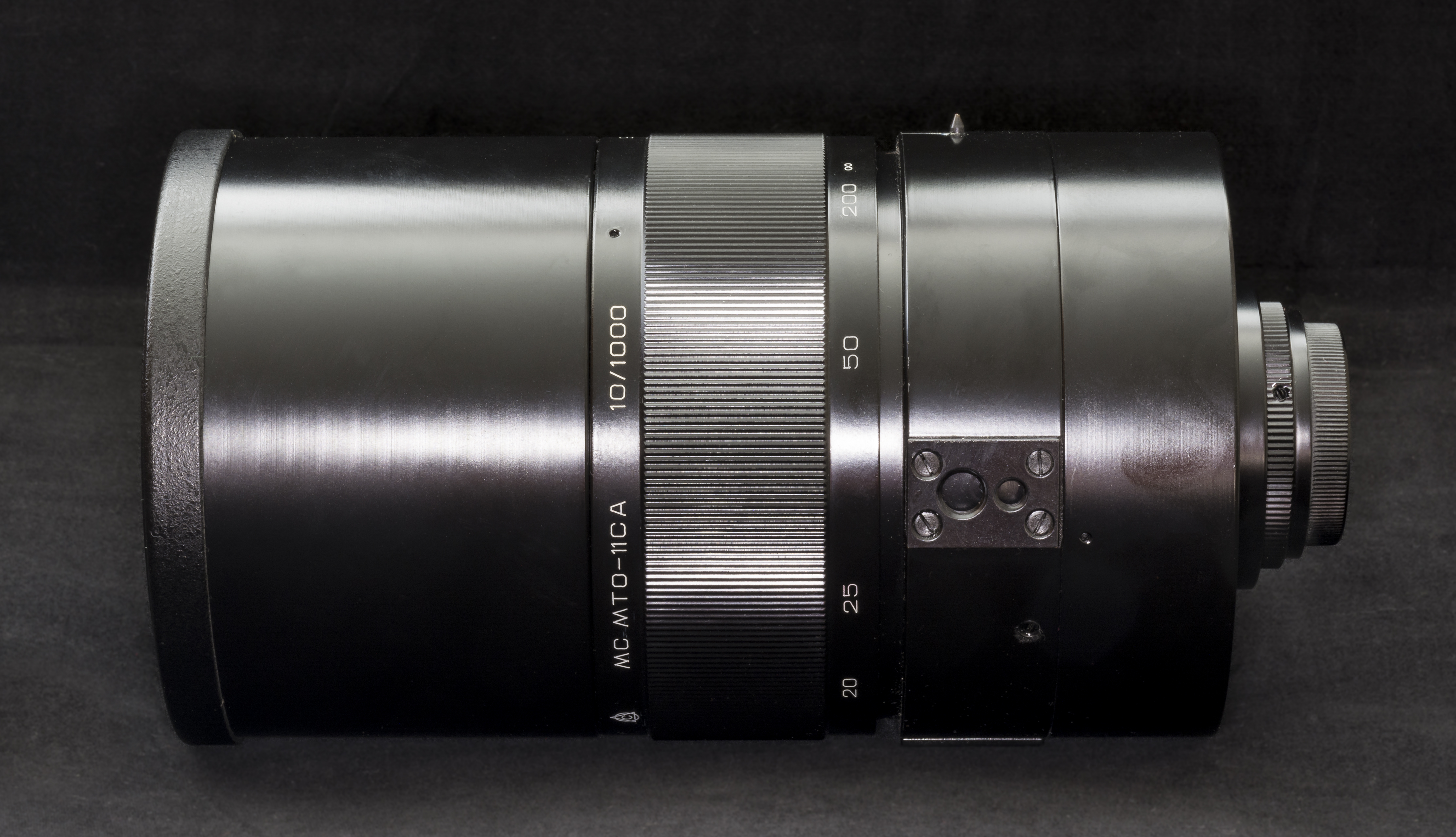
«МТО-11са»

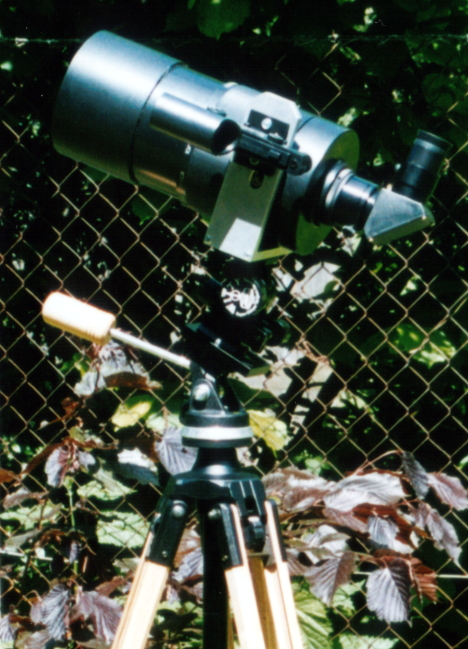
Катадиоптрический телескоп на базе МТО-11СА.

МТО — семейство зеркально-линзовых телеобъективов системы профессора Д. Д. Максутова с большой степенью телеукорочения. За счёт многократного отражения света внутри объектива длина его оправы в несколько раз короче фокусного расстояния.

## Описание
Основное применение объективов семейства «МТО» — астросъёмка, фотографирование удалённых объектов, птиц, животных (фотоохота).
Выпускались на Красногорском механическом заводе и на Лыткаринском заводе оптического стекла.
Объективы этого семейства предназначены для использования в качестве сменных к малоформатным однообъективным зеркальным фотоаппаратам.
Объективы, имеющие в названии букву «А» — со сменным А-адаптером (хвостовиком). Объектив «МТО-11» без буквы «А» в названии, тем не менее тоже имеет сменный хвостовик А-адаптер. После установки соответствующего А-адаптера объектив может устанавливаться на фотоаппараты с различными соединениями с полным сохранением рабочего отрезка и фокусировки на бесконечность. (M42×1, M39×1/45,2, байонет Н («Киев-17», «Киев-19», «Киев-20»), байонет K) и другие. Кроме этого, без смены хвостовика-адаптера "А", остается возможность использования объектива, через соответствующий М42 адаптер, на практически любых фотоаппаратах (кроме среднего и больших форматов).
Объективы, имеющие в названии буквы «МС» — с многослойным просветлением оптики.
Имеют резьбовое гнездо для крепления на штативе.
Выпускались и выпускаются (на 2008 год) объективы с фокусным расстоянием от 350 до 1100 мм.
Объективы МТО получили развитие в выпущенных позже объективах ЗМ и Рубинар.

## Оптическая схема

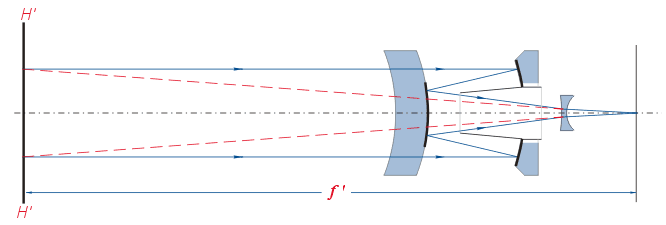
Схема зеркально-линзовой системы объектива

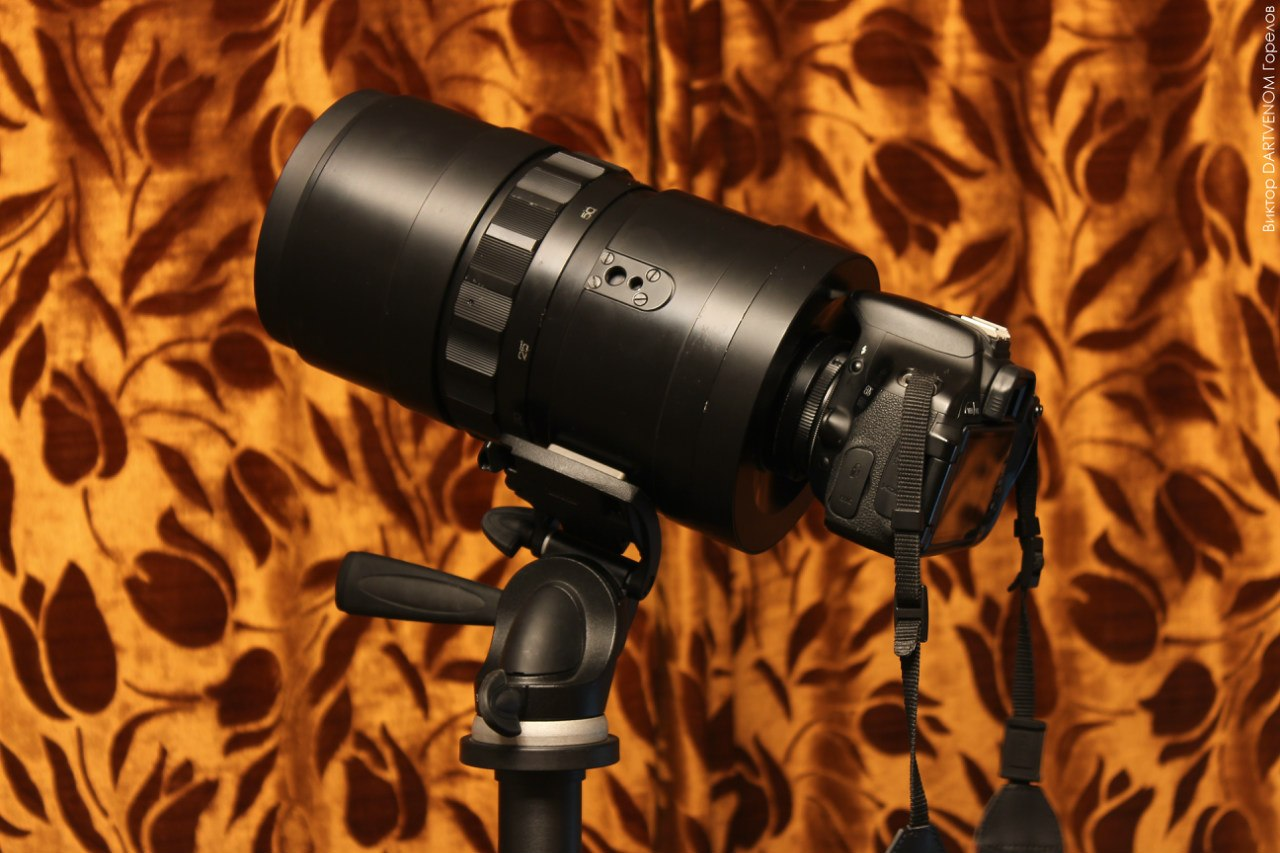
МТО-1000АМ с современной цифровой зеркальной фотокамерой

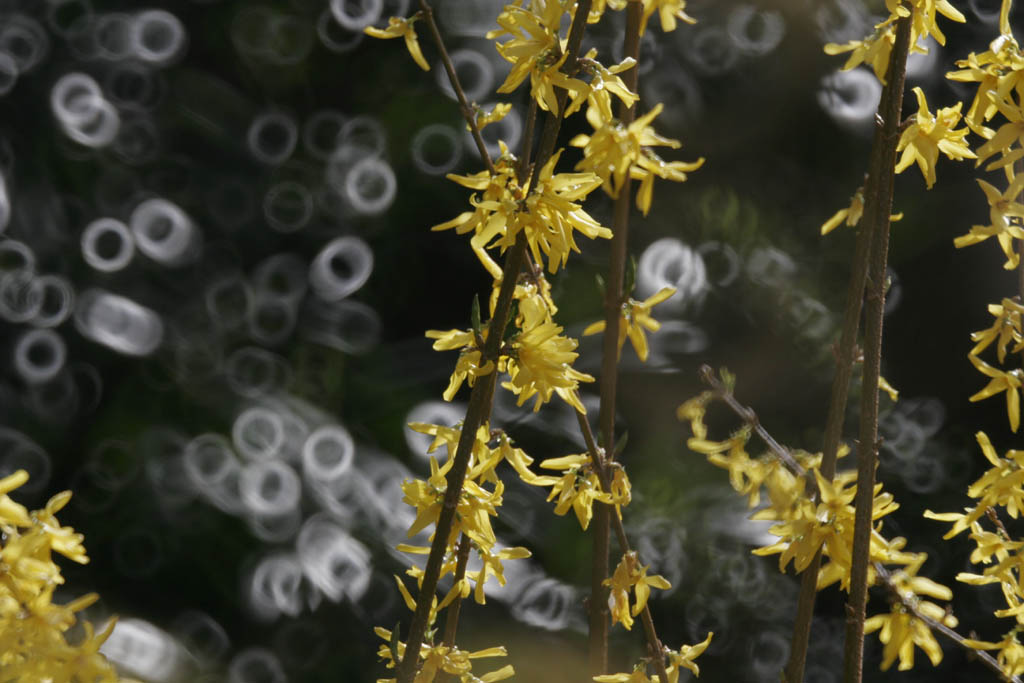
«Бублики» в боке

Появление сравнительно дешёвой в производстве катадиоптрической схемы с корректирующим мениском, разработанной в 1941 году Д. Д. Максутовым для телескопов, позволило создать телеобъективы оригинальной конструкции, состоящие из линз и зеркал, нанесённых на сферическую поверхность. Такой объектив назвали менисковым телеобъективом системы Максутова.
Аббревиатура «МТО», обозначающая наиболее известную серию таких объективов, расшифровывается как «Менисковый телеобъектив», или «Максутова телеобъектив».

## Относительное отверстие
Объективы имеют постоянное относительное отверстие, диафрагменное число, и диафрагму. Имеют дополнительную трубчатую бленду-диафрагму выполненную в виде неподвижного конуса.
Выпускались с относительными отверстиями 1:8 у «МТО-500», 1:10 у «МТО-1000», и «МТО-11», и 1:5,6 «МТО-350».

## Использование с современными цифровыми фотоаппаратами
Установка на современные цифровые фотоаппараты (зеркальные или беззеркальные камеры со сменными объективами) возможна с использованием соответствующих адаптеров (например, M42×1 — байонет К или M42×1 — байонет NX).
Установка зачастую осложнена наличием на фотокамере сильно выдающейся вперёд встроенной вспышки, которая упирается в оправу большого диаметра.
Ситуация поправима при использовании коротких (до 7 мм) удлинительных колец. Фокусировка объектива на «бесконечность» в этом случае возможна благодаря тому, что кольцо фокусировки имеет некоторый «перебег».

## Применение в астрономии
С использованием окулярной насадки «Турист-ФЛ» превращается в телескоп с апертурой (диафрагмой) в 10 см, фокусным расстоянием 1 м и 111-кратным увеличением (для «МТО-1000»).

## Другие особенности
В силу оптической конструкции зеркально-линзового объектива у объективов МТО работает только часть передней линзы (кольцо) потому, что центральная её часть закрыта вторичным зеркалом. Из-за этого энергетическая диаграмма пятна рассеяния имеет спад в центре, и, как следствие, нерезкие точечные источники света будут изображаться в виде колец.

## Варианты
| Модель объектива                                              | МТО-350 МТО ОБ-107 | МТОМ-500       | МТО-500     | МТО-500А                          | МТО-1000                          | МТО-1000А МТО-1000АМ              | МС МТО-11                         | МС МТО-11СА      |
| ------------------------------------------------------------- | ------------------ | -------------- | ----------- | --------------------------------- | --------------------------------- | --------------------------------- | --------------------------------- | ---------------- |
| Производитель                                                 | КМЗ                | ЛСНХ           | КМЗ, ЛЗОС   | ЛЗОС                              | КМЗ, ЛЗОС                         | КМЗ, ЛЗОС                         | ЛЗОС                              | ЛЗОС             |
| Крепление объектива                                           | М39×1/45,2         |                | М39×1/45,2  | Адаптер «А» М39×1/45,2 М42×1/45,5 | Адаптер «А» М39×1/45,2 М42×1/45,5 | Адаптер «А» М39×1/45,2 М42×1/45,5 | Адаптер «А» М39×1/45,2 М42×1/45,5 | М42×1/45,5       |
| Фокусное расстояние (мм)                                      | 351,9              | ≈500           | 500,7 ±2,0% | 548,5 ±1,5%                       | 1000,8 ±2,5%                      | 1084 ±1,5%                        | ≈1000                             | ≈1000            |
| Относительное отверстие                                       | 1:5,6              | 1:8            | 1:8         | 1:8,5                             | 1:10                              | 1:10,5                            | 1:10                              | 1:10             |
| Угловое поле зрения                                           |                    | 5°             | 5°          | 5°                                | 2°30'                             | 2°30'                             | 2°30'                             | 2°30'            |
| Рабочий отрезок (с адаптером «А» М39×1) мм                    | 43,0               |                | 45,2 ±0,02  | 45,2 ±0,5                         | 45,2 ±0,02                        | 45,2 ±0,5                         |                                   | -                |
| Рабочий отрезок (с адаптером «А» М42×1) мм                    |                    |                |             | 45,5 ±0,5                         |                                   | 45,5 ±0,5                         |                                   | 45,5             |
| Передний фокальный отрезок (мм)                               |                    |                | -2437,20    | -2663,72                          | -6641,16                          | -7181,60                          |                                   |                  |
| Задний фокальный отрезок (мм)                                 |                    |                | 39,26       | 49,32                             | 61,10                             | 73,87                             |                                   |                  |
| Коэффициент светопропускания, не менее                        |                    |                | 0,5-0,58    | 0,58                              | 0,50-0,58                         | 0,60                              | 0,70                              | 0,77             |
| Коэффициент светорассеяния, не более                          |                    |                |             |                                   |                                   |                                   | 0,03                              | 0,03             |
| Разрешающая способность в центре, не менее (лин/мм)           | 36                 |                | 35          | 35                                | 28                                | 28                                | 35                                | 37               |
| Разрешающая способность по полю, не менее (лин/мм)            | 5                  |                | 22          | 20                                | 16                                | 18                                | 28                                | 28               |
| Пределы фокусировки (м)                                       | 3(?) - ∞           | 4 - ∞          | 4(2?) - ∞   | 4 - ∞                             | 10 - ∞                            | 10 - ∞                            | 8 - ∞                             | 8 - ∞            |
| Число элементов/групп                                         | 6/3                | 4/3            | 5/3         | 5/3                               | 6/4                               | 6/4                               | 5                                 | 5                |
| Световой диаметр первой поверхности (мм)                      | ≈63                | ≈63            | 63,2        | 63,2                              | 100,0                             | 108,2                             |                                   | ≈100             |
| Световой диаметр последней поверхности (мм)                   |                    |                | 27          | 27                                | 29                                | 32                                |                                   |                  |
| Наибольший диаметр оправы (мм)                                |                    | 91             | 100-101     | 105                               | 150                               | 149                               |                                   | 126              |
| Длина оправы с крышками (мм)                                  |                    | 190            | 165         | 175                               | 260                               | 278                               |                                   | 238 (без крышек) |
| Посадочный диаметр для резьбовых насадок и светофильтров (мм) | СпМ77×0,75         | СпМ77×0,75 (?) | СпМ77×0,75  | М77×0,75                          | 5М120×1                           | СпМ120×1                          | М120×1                            | М116×1           |
| Посадочный диаметр для гладких насадок (мм)                   | 80                 |                | 80          | -                                 | 125                               | 125                               |                                   |                  |
| Масса (г)                                                     | 1000               | 830            | 1500        | 1100                              | 3500-3900                         | 3600                              | 2300                              | 1950             |
| Наличие штативного гнезда                                     |                    | есть           | есть        | 1/4" и 3/8"                       | есть                              | 1/4" и 3/8"                       | 1/4" и 3/8"                       | 1/4" и 3/8"      |